# Plompetorengracht

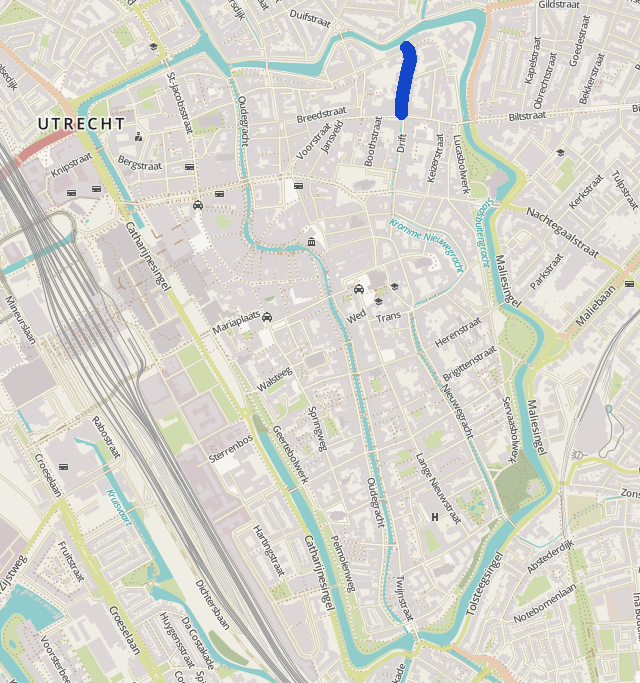
Locatie van de Plompetorengracht in Utrecht

De Plompetorengracht is een korte gracht en straat in de binnenstad van Utrecht.

## Ligging
Ze sluit aan op de Drift in het zuiden bij de Driftbrug en komt in het noorden bij de Plompetorenbrug uit in de Weerdsingel. Andere bruggen zijn er niet. Net als de Nieuwegracht en het grootste deel van de Oudegracht, heeft de Plompetorengracht een straat langs weerszijden van het water. Werven ontbreken hier, wel is er een aantal werfkelders die rechtstreeks op het water uitkomen. Aan de grachtzijde zijn onder de lantaarnpalen gebeeldhouwde consoles aangebracht.

## Geschiedenis
In de Romeinse tijd werd dit gebied gebruikt als weidegrond. De Plompetorengracht werd in 1392 samen met de Nieuwegracht, de Kromme Nieuwegracht en de Drift gerealiseerd, waarschijnlijk om de ontwatering van het gebied te verbeteren als voorbereiding op de aanleg van de bebouwing. Aan de noordelijke uitmonding van dit grachtstelsel door de stadsmuur in de verdedigingsgracht (de Weerdsingel), bevond zich de Plompetoren die het gilde der marslieden (marktkooplieden) 's nachts als bewaker had en door hun deels werd verhuurd als gevangenis. De toren ontleende zijn naam aan zijn vorm. 
De gracht was een hoofdkwartier van handelslieden en tot het midden van de 19e eeuw woonden er in de monumentale panden voornamelijk mensen van adel. Tegenwoordig zijn in de meeste van deze panden kantoren gevestigd. Ook de Kathedrale Koorschool Utrecht is hier gehuisvest.

## Varia
- Naar aanleiding van de ligging vandaag de dag wordt deze gracht weleens "de verdwaalde gracht" genoemd.

## Fotogalerij

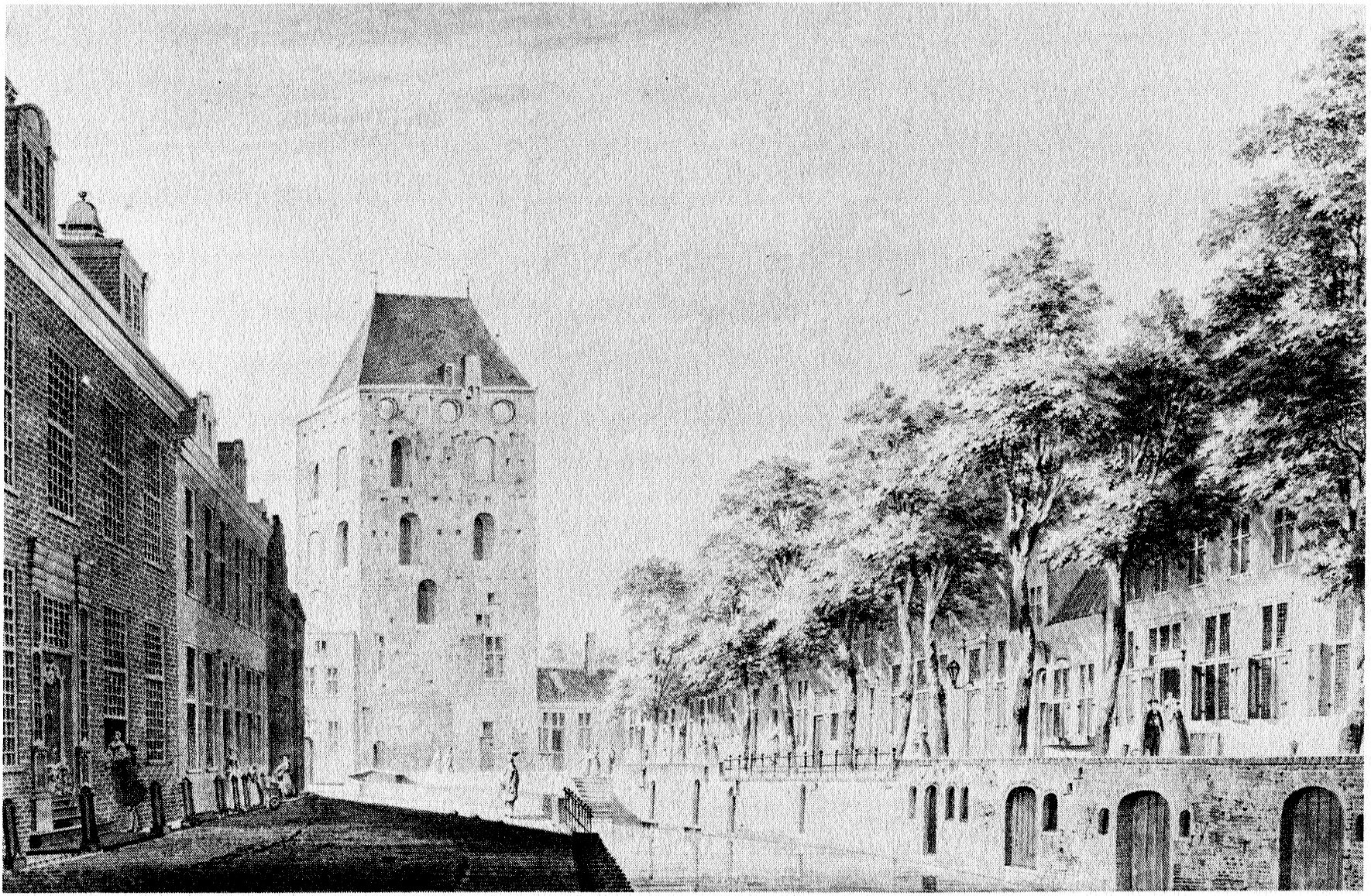
Plompetorengracht in 1757, tekening van Paul van Liender
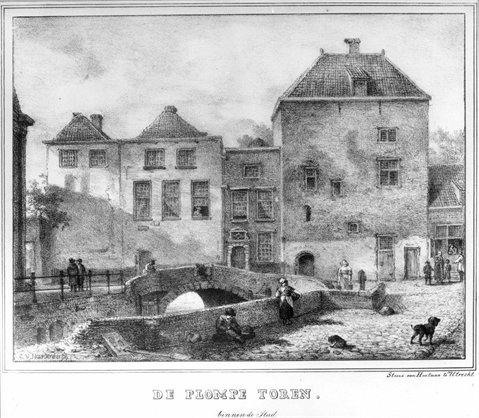
De verlaagde Plompetoren (rechts) aan de gracht bij de doorgang naar de Weerdsingel kort voordat de toren in 1832 werd afgebroken
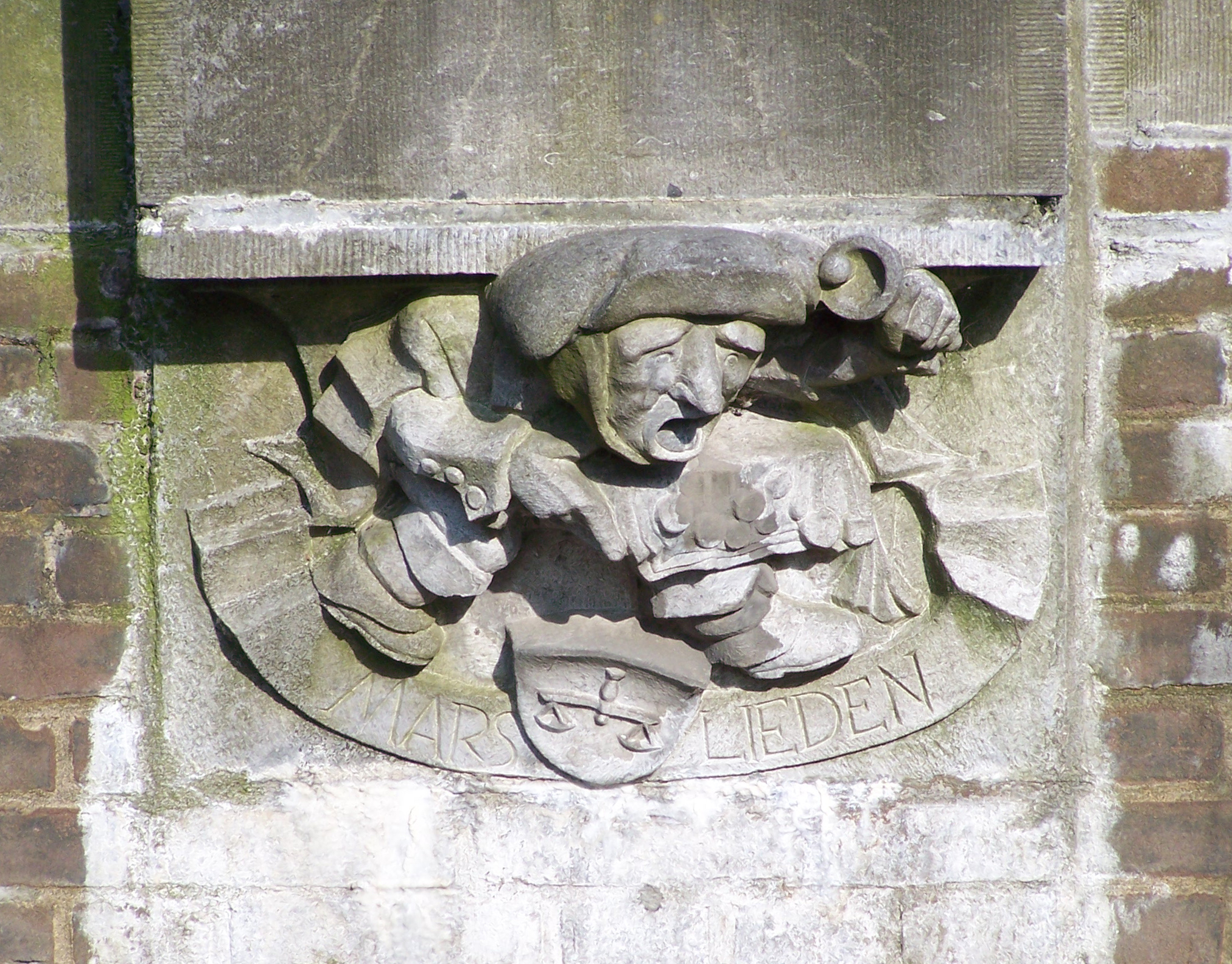
MARS-LIEDEN door Jeanot Bürgi in de lantaarnconsole gebeeldhouwd